# Metropolia Lahaur
Metropolia Lahaur – metropolia Kościoła rzymskokatolickiego w Pakistanie. W skład metropolii wchodzi 1 archidiecezja i 3 diecezje.
W skład metropolii wchodzą:
- Archidiecezja Lahaur
  - Diecezja Fajsalabad
  - Diecezja Islamabad-Rawalpindi
  - Diecezja Multan